# 大理丛书

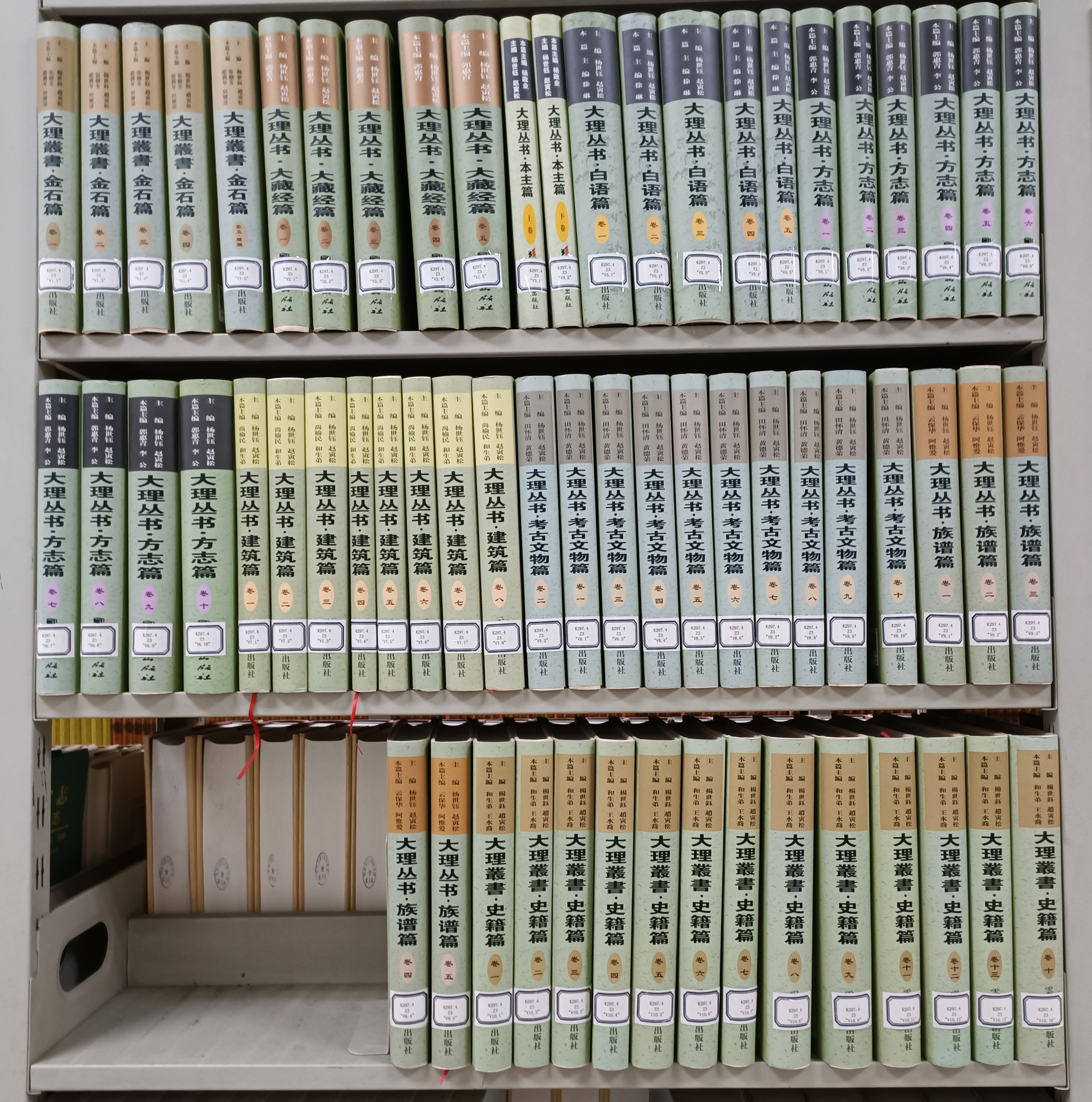
西南交大图书馆藏《大理丛书》

《大理丛书》是一套关于云南省大理白族自治州历史、文化的大型书籍，由大理州白族文化研究院主持编写，杨世钰、赵寅松主编，分《金石篇》《大藏经篇》《艺术篇》《方志篇》《建筑篇》《考古文物篇》《本主篇》《族谱篇》《史籍篇》《白语篇》10篇，除《艺术篇》外的9篇已于1993年至2015年陆续由中国社会科学出版社、云南民族出版社和民族出版社出版，9篇共63卷、7,000余万字。

## 编写历程
1988年秋，在白族学者张子斋、马曜、杨明、王云，云南师范大学图书馆馆长杨世钰、副馆长李鹏翔，北京图书馆副馆长徐自强，敦煌研究室主任黄振华等人联合倡导编纂《大理丛书》，当时计划分10篇共100册出版。杨世钰任总主编，编委会由大理、昆明两地学者组成，工作室设于云师大图书馆及大理师专图书馆内。著名学者费孝通、季羡林、任继愈、王希季出任丛书顾问，楚图南题写书名。1993年12月，首篇《金石篇》10卷由中国社会科学出版社发行。但因各种原因，此后《大理丛书》的编纂工作陷入停顿，已收集到的经卷、方志、族谱暂存于云师大图书馆。2001年，在中共大理州委、州人民政府建立大理州白族文化研究所后，州政府决定重启《大理丛书》的编写，由州白族文化研究所主持。重启编写工作后，《本主篇》上下卷于2004年由云南民族出版社出版，其余各篇也陆续出版发行。

## 内容
| 名称       | 卷数     | 本篇主编               | 出版年份 | 出版社             | ISBN              | 说明 |
| ---------- | -------- | ---------------------- | -------- | ------------------ | ----------------- | --- |
| 金石篇     | 10       | 张树芳                 | 1993     | 中国社会科学出版社 | 7-5004-1246-0     | 收录大理州境内及与大理有关的金石资料1,104多份，每件均有录文（带标点）、说明及照片。按类型分为碑刻、摩崖、器物铭文（702份），梵文碑、神道碑（122份），砖瓦铭文（191份），官印（89份）。时代上起汉代，下迄民国。大部分为首次整理发表。 |
| 金石篇     | 5        | 张树芳，赵润琴，田怀清 | 2010     | 云南民族出版社     | 978-7-5367-4793-7 | 因旧版开本过大，印数过少，对旧版《金石篇》重新排版、设计装帧，并增补100余通新发现的碑刻后再版。 |
| 大藏经篇   | 5        | 郭惠青                 | 2008     | 民族出版社         | 978-7-105-09191-1 | 收录在法藏寺、崇圣寺千寻塔、佛图寺塔发现的南诏、大理国及明清时期的写本、刻本佛经74卷册，多为首次公开发表。 |
| 艺术篇     | 暂未出版 | 暂未出版               | 暂未出版 | 暂未出版           | 暂未出版          | 计划收录大理州的绘画、石窟、雕塑及民间艺术作品及研究资料。 |
| 方志篇     | 10       | 郭惠青，李公           | 2007     | 民族出版社         | 978-7-105-07425-9 | 影印了明清至民国时期大理州境内各府、州、县志及山水志37种，及景泰《云南图经志书》、万历《云南通志》、天启《滇志》3种。其中《弥渡县志》为首次公开出版。                                                                                |
| 建筑篇     | 8        | 尚榆民，和生弟         | 2015     | 云南民族出版社     | 978-7-5367-6753-9 | 对大理古今重要建筑做了全面的介绍。上篇分综述、古城古镇古村、传统建筑、大理民居建筑、城乡规划建设、风景园林、桥梁与古道、建筑施工与地方建筑材料、建筑装饰、城市雕塑10章，下篇为论文集。                                               |
| 考古文物篇 | 10       | 田怀清，黄德荣         | 2009     | 云南民族出版社     | 978-7-5367-4479-0 | 收录南诏、大理国疆域内的文物考古资料，含考古发掘报告、简报、调查资料600多份，研究论文200多篇，附未选录的著作和论文目录索引1,600余条，以及大量图片。                                                                                  |
| 本主篇     | 2        | 杨政业                 | 2004     | 云南民族出版社     | 7-5367-2671-6     | 收录大理州及其他地区白族本主信仰的调查资料、研究成果。上卷为16篇田野调查资料，下卷为53篇研究论文。 |
| 族谱篇     | 5        | 云保华，阿惟爱         | 2009     | 云南民族出版社     | 978-7-5367-4337-3 | 收录大理州及相关地区的家谱族志65余种，录自刻本或手抄本，大多寻访自民间。 |
| 史籍篇     | 13       | 和生弟，王水乔         | 2012     | 云南民族出版社     | 978-7-5367-5221-4 | 收录汉代以来的正史、云南地方史籍和私家著述中有关大理地区的历史资料280种，按经、史、子、集分类，影印出版。 |
| 白语篇     | 5        | 徐琳                   | 2008     | 云南民族出版社     | 978-7-5367-3879-9 | 收录有关白语白文及白语语法研究的代表性成果，及相关语料。分为白族语言文字研究文献选编、白族方言词汇、白语语言调查及语料3部分。 |

## 价值
《大理丛书》保存了大量珍贵的历史资料，《金石篇》中收录的不少碑刻原碑已毁，仅存孤本拓片，《族谱篇》中多数族谱为私家收藏，《建筑篇》《白语篇》中的许多资料随时间流逝将难以收集。《大理丛书》收录的大量资料珍藏于各地图书馆、档案馆等各种收藏单位，保存分散且一般人难以查阅，丛书的出版为研究者提供了方便。